# Sophora tetraptera
Софора чотирикрила (Sophora tetraptera) — вид рослин родини Метеликові.

## Назва
В англійській мові має назву «жовтий кофай» (англ. yellow kōwhai).

## Будова
Невелике дерево чи кущ з розгалуженими гілками.  Перисте листя 7,5-15 см завдовжки має 20-40 листочків. Зеленуваті чи жовті квіти до 6 см завдовжки з'являються у суцвіттях по 4-10. Стручки 6-7 см з насінням, що має 4 крила.

## Поширення та середовище існування
Зростає на Північному острові Нової Зеландії.

## Практичне використання
Поширена декоративна рослина.

## Цікаві факти
Національна квітка Нової Зеландії.

## Галерея

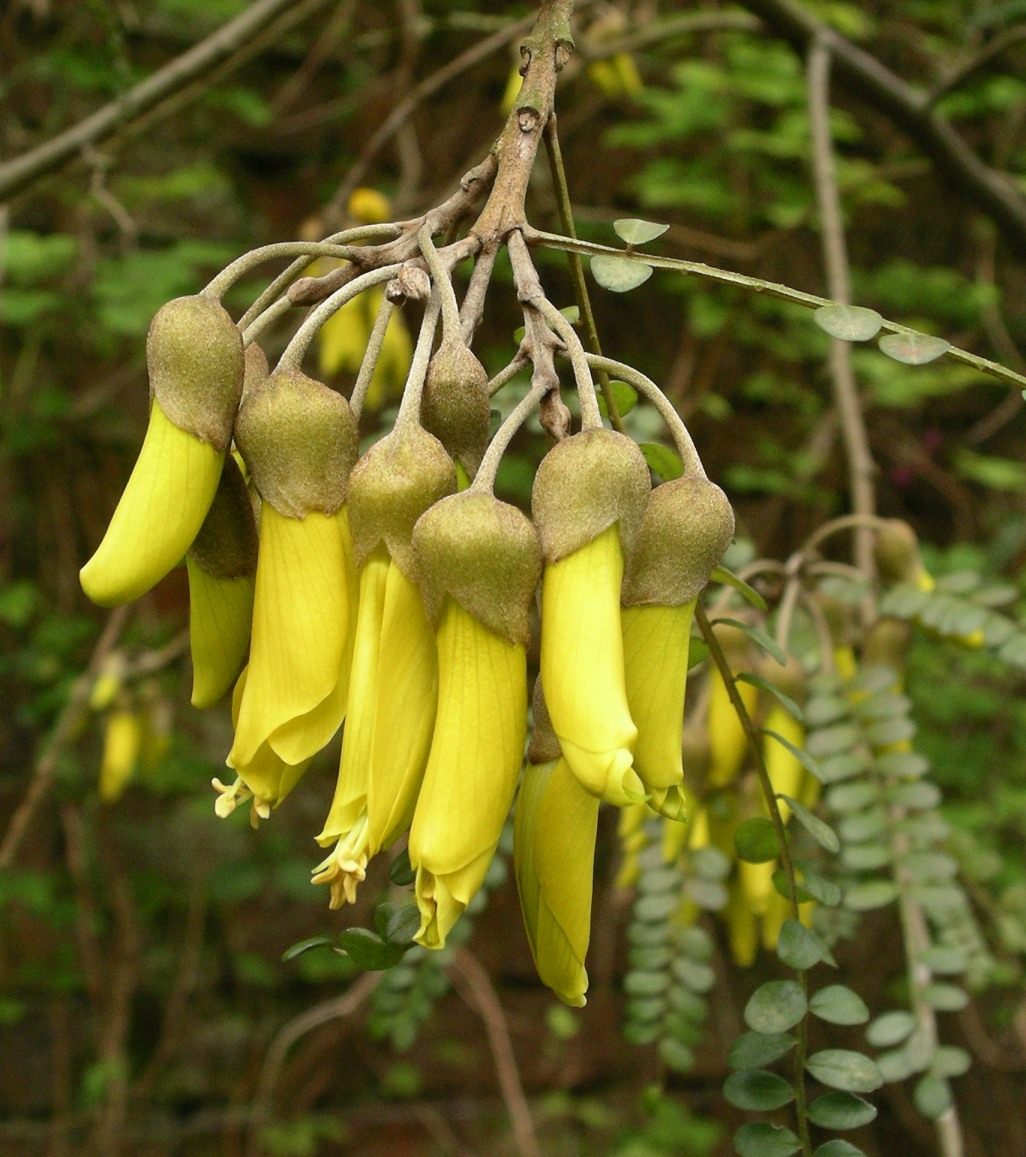
Квіти
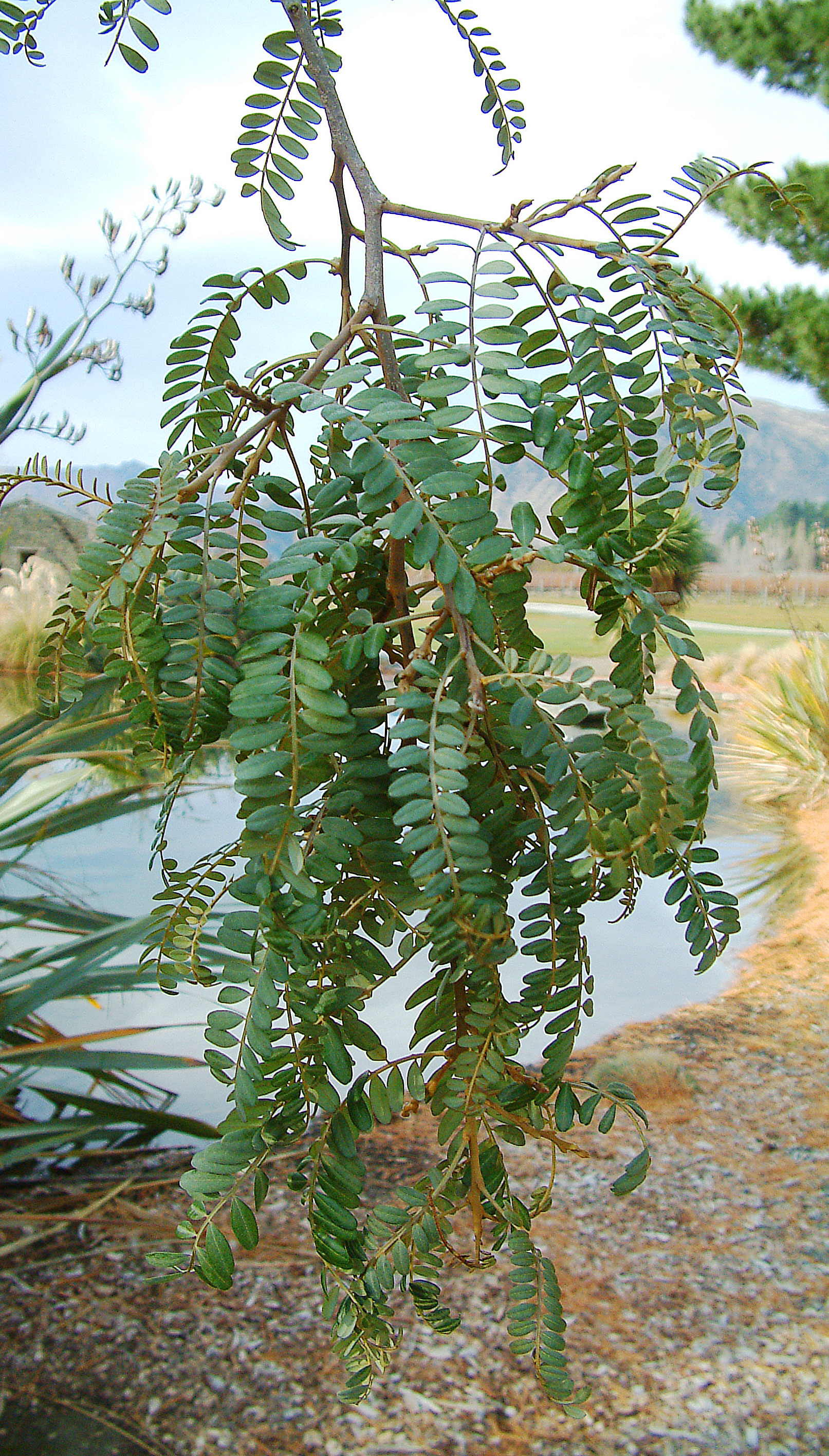
Листя
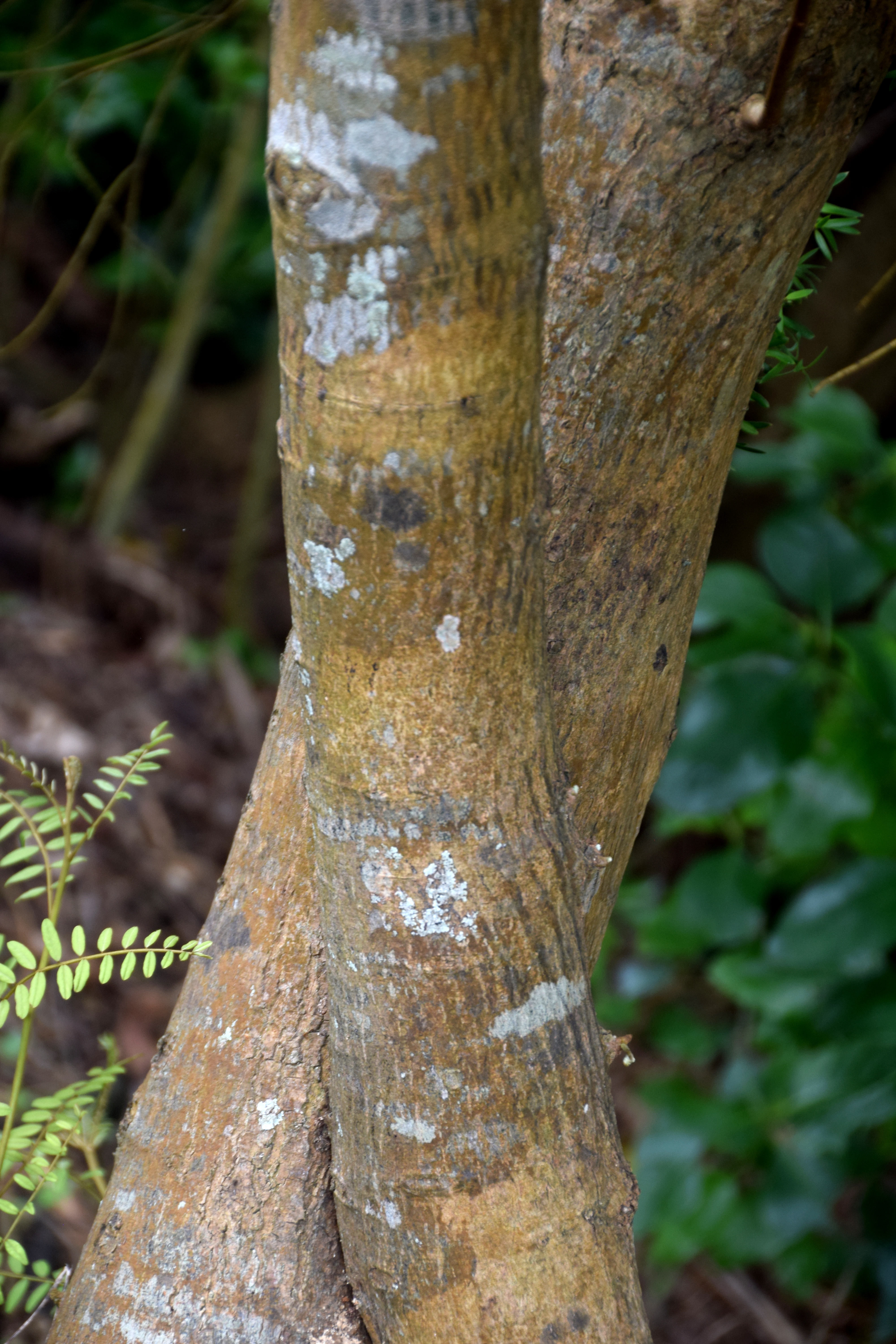
Стовбур
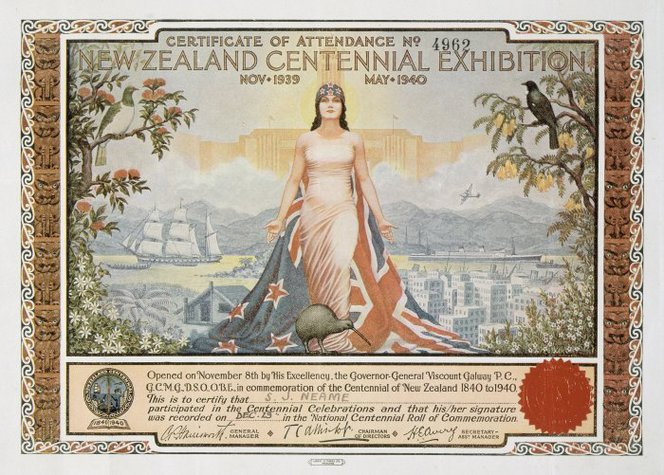
Дерево на сертифікаті разом з іншими символами Нової Зеландії
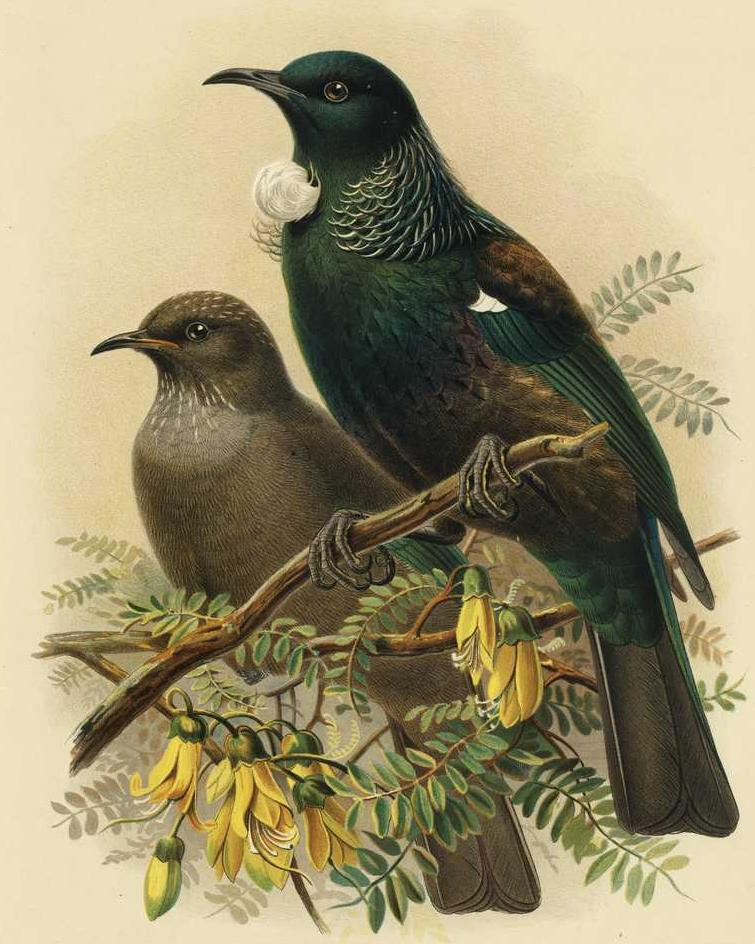
Гілка на ілюстрації з Prosthemadera novaezealandiae